# Yaoya Oshichi

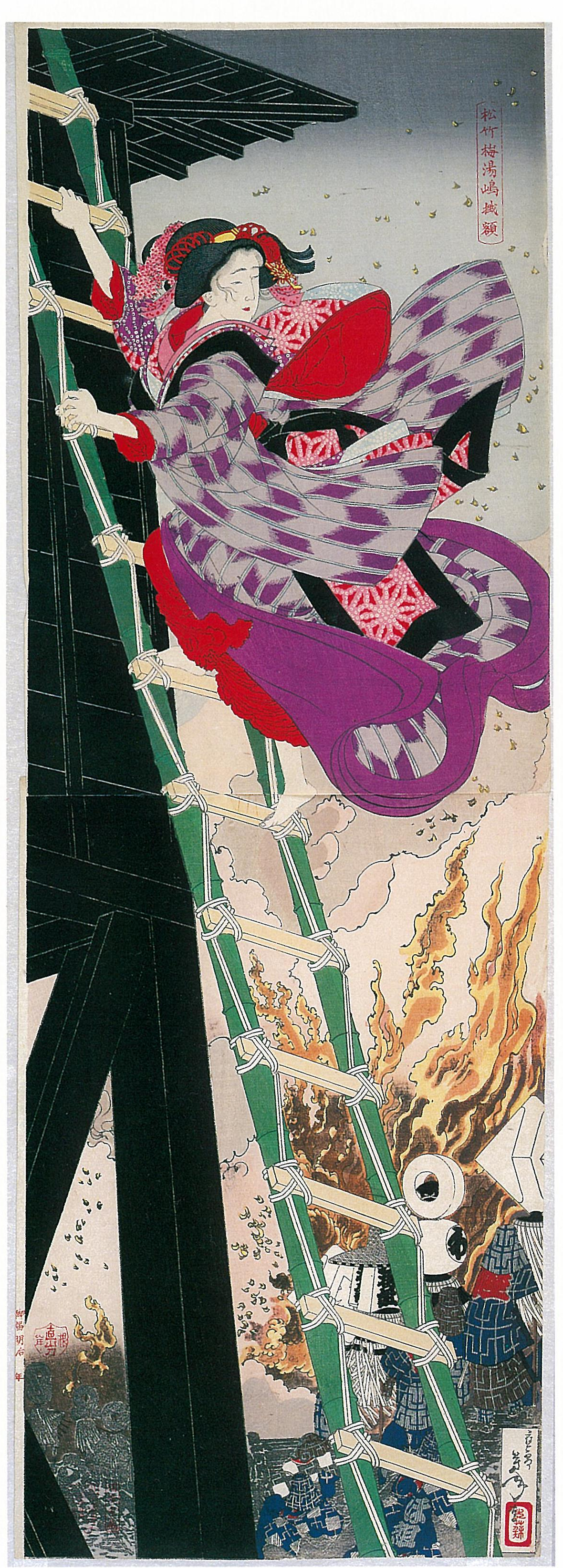
Représentation d'Oshichi par Yoshitoshi.

Yaoya Oshichi (八百屋お七, littéralement « Oshichi marchande de fruits et légumes »), née vers 1667 et exécutée sur le bûcher à l'âge de 16 ans le 29 mars 1683,, est la fille d'un marchand de fruits et légumes résidant à Edo, dans le quartier de Hongō. Elle tente de provoquer un incendie pour retrouver un garçon qu'elle aime. Malgré son jeune âge mais parce qu'elle a dépassé 15 ans, elle subit le châtiment réservé aux incendiaires.

## Histoire
Oshichi est la fille d'un agriculteur nommé Tarobei qui vend ses produits dans la rue, d'où son surnom de « Yaoya » (« marchand de fruits et légumes », équivalent d'un « marchand des quatre-saisons »). Elle réside à Edo, dans le quartier de Hongō. C'est alors un endroit très animé. Oshichi est une jolie jeune fille, qui aide sa mère en confectionnant des vêtements et en effectuant de petites courses.
Edo est alors une ville sujette aux incendies : on en dénombre pas moins de 96 à cette époque. En décembre 1682, pendant l'ère Tenna, un grand incendie ravage la ville. Beaucoup de familles quittent leur maison pour se réfugier dans des temples. La famille Yaoya trouve asile au temple Enjō-ji, où Oshichi rencontre un jeune garçon qui y travaille, Ikuta Shōnosuke (ou Saemon). Elle en tombe amoureuse. Redoutant de s'en séparer, elle imagine d'allumer un incendie aussi grave que le précédent, qui lui permettrait de ne pas quitter Ikuta et de s'enfuir avec lui. Elle exécute son projet mais est très vite capturée.
À l'époque, en application de la loi du talion, la peine réservée à un incendiaire est d'être brûlé vif. Seules les adolescents âgés de moins de seize ans peuvent obtenir une grâce. Or Oshichi a dépassé cet âge. Le juge le sait mais il fait preuve de pitié, tant Oshichi semble innocente et effrayée. Il lui demande : « Vous avez quinze ans, n'est-ce-pas ? ». Elle répond en avoir seize. Le juge lui repose la question. Mais Oshichi, qui ne comprend pas la raison de cette insistance, réitère naïvement sa réponse. Elle ne laisse alors pas d'autre choix au magistrat que de la condamner. Conduite au lieu d'exécution de Suzugamori, elle périt brûlée vive.

## Dans la culture populaire

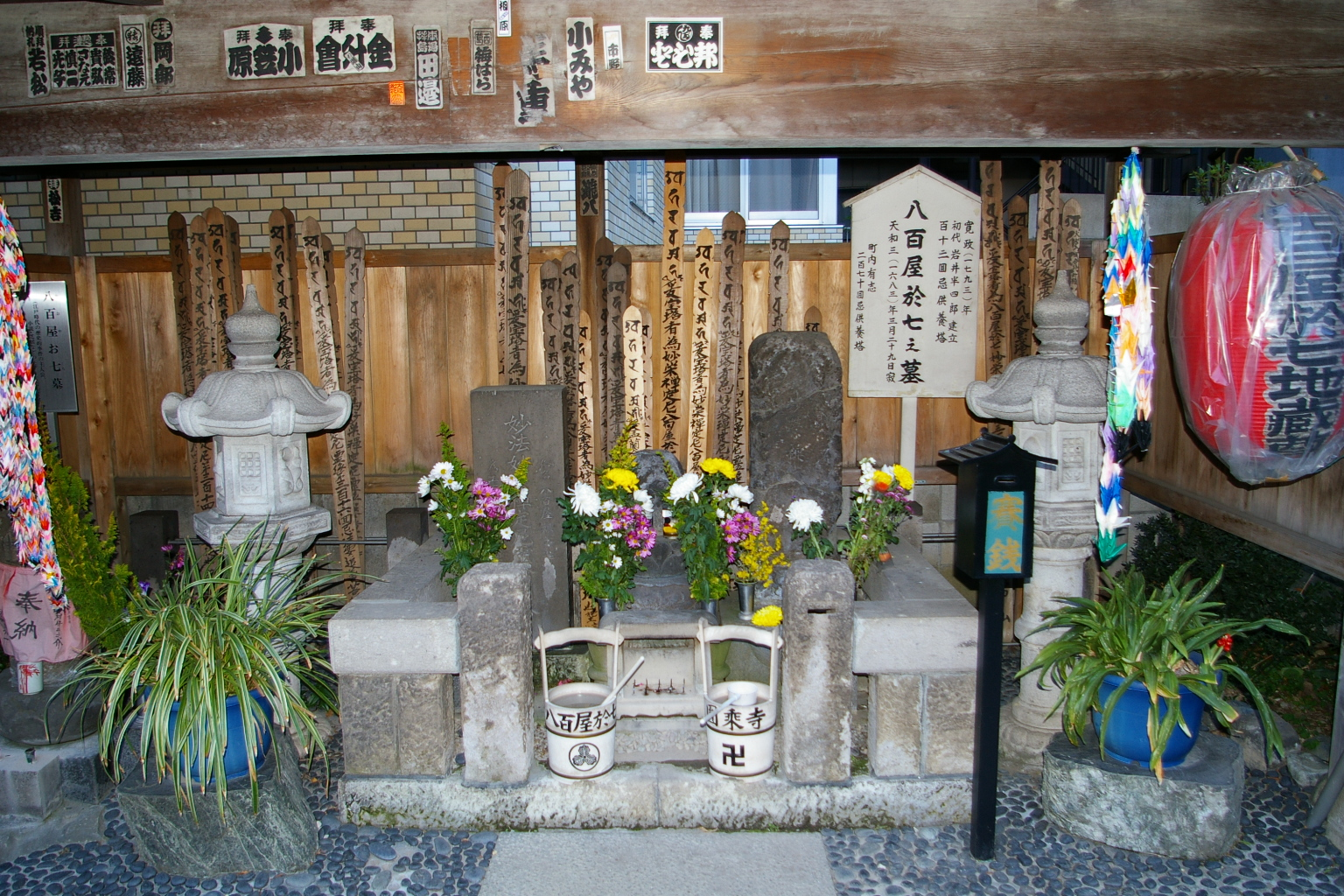
La tombe d'Oshichi.

Trois ans après sa mort, l'écrivain Ihara Saikaku décrit l'affaire dans son livre Kōshoku Gonin Onna (« Cinq femmes qui aimaient l'amour »). Vingt ans plus tard, le dramaturge Ki no Kaion prend de grandes libertés avec l'histoire et réalise une pièce de bunraku (marionnettes) intitulée Yaoya Ohichi. En 1773, trois dramaturges, Suga Sensuke, Matsuda Wakichi et Wakatake Fuemi, modifient la pièce de Ki no Kaion pour réaliser Date musume koi no higanoko. Dans ces deux versions, Oshichi ne provoque pas d'incendie. Pendant une nuit de neige, elle grimpe dans une tour de guet et fait sonner une cloche pour sauver la vie de son amoureux, qu'elle ne peut atteindre à cause du couvre-feu nocturne. Faire sonner indûment une cloche est alors puni de mort. Oshichi choisit de faire face à son destin. Dans la pièce de marionnettes, Oshichi est représentée non pas comme la fille impétueuse et stupide que dépeignent les chroniques mais comme une âme noble, dont le dévouement sauve la vie de celui qu'elle aime. D'autres dramaturges s'inspirent d'Oshichi pour réaliser des pièces, comme Tamenaga Tarobei avec Junshoku Edo Murasaki et Tsuruya Nanboku avec Katakiuchi Yagura daiko. Plus récemment, en 1973, elle est l'un des principaux personnages du manga Kyōjin Kankei (狂人関係, Folles passions) de Kazuo Kamimura aux côtés du peintre Hokusai, bien qu'ils n'aient pas été contemporains.

## Postérité
Dans le calendrier lunaire japonais, une année est attribuée à chacun des cinq éléments et des douze animaux de l'astrologie chinoise. L'année de naissance d'Oshichi - 1666 - est celle du cheval de feu (Hinoe Uma), qui revient tous les soixante ans. Depuis la tragédie d'Oschichi, il est de mauvais présage pour une jeune fille de naître l'année du cheval de feu. Au Japon, moins d'enfants naissent pendant ces années (la dernière fut 1966, la prochaine sera 2026),.